# Simyra nervosa
Simyra nervosa, auch als Schrägflügel-Striemeneule oder Weißgraue Schrägflügeleule bezeichnet, ist ein Schmetterling (Nachtfalter) aus der Familie der Eulenfalter (Noctuidae).

## Merkmale
Die Falter gehören mit einer Flügelspannweite von etwa 32 bis 36 Millimetern zu den kleineren Eulenarten. Kopf und Thorax sind gelblichgrau oder bräunlichgrau, das Abdomen grau. Besonders markant ist der extrem zugespitzte Apex. Die Grundfarbe variiert von weißgrau über graugelb bis zu braungelb und braungrau. Es sind keine Querlinien oder Makel vorhanden. Die Fransen sind weiß oder gelb. Die Adern der Vorderflügel heben sich striemenartig ab und sind teilweise grau eingefasst. Die Flügel wirken grau überstäubt. Die Hinterflügel sind einfarbig weiß bis hellgrau. Die Unterseite ist einfarbig weiß oder hellgrau. Charakteristisch für die Männchen sind die beidseitig gekämmten Fühler.
Das Ei hat die Form eines flachen Kegels, besitzt kräftige, etwas unregelmäßige Rippen, ist hellrot gefärbt und mit zahlreichen kleinen gelbweißen Flecken versehen.
Die Raupe hat eine gelbweiße Farbe, einen breiten, dunkelbraunen Rückenstreifen sowie braune Seitenstreifen, in denen die rote Stigmen sitzen. Der Kopf ist rotgelb mit einem eingekerbten Scheitel. Auffallend sind die roten und gelben Knopfwarzen, die mit relativ langen, weißen oder gelben Haaren versehen sind.
Die Puppe ist rotbraun gefärbt.

### Ähnliche Arten
Eine gewisse Ähnlichkeit besteht zu den folgenden, etwas größeren Arten:
- Ried-Weißstriemeneule (Simyra albovenosa). Deren Vorderflügel sind breiter und zeigen mehr oder weniger stark ausgeprägte Längsstreifen.
- Schmalflügelige Schilfeule (Chilodes maritima). Die Vorderflügelform ist bei dieser Art eckiger. An der äußeren Querlinie sind dunkle Punkte erkennbar. Gelegentlich treten Ring- und Nierenmakel hervor.
- Striemen-Schilfeule (Senta flammea). In der Mitte der Vorderflügel befindet sich ein dunkler Längsstrich.

Alle vorgenannten Arten bewohnen überwiegend Schilf- und Feuchtgebiete, so dass sich deren Lebensräume nicht mit denjenigen von nervosa überlappen, die trockene Regionen bevorzugt.

## Geographische Verbreitung und Lebensraum
Die Art hat ein sehr ausgedehntes Verbreitungsgebiet, das von der östlichen Hälfte der Iberischen Halbinsel, über weite Teile Frankreichs, Südostenglands, durch weite Teile Mitteleuropas, Osteuropas, Kleinasien, dem Kaukasus, dem Iran, Afghanistan, Sibirien, Kasachstan bis in die Mongolei reicht. Im Süden reicht es bis Südspanien, Sizilien und Nordgriechenland, im Norden bis Skandinavien; hier sind die Regionen um die Ostsee herum fast komplett besiedelt. Allerdings sind die Vorkommen in West-, Mittel- und Südeuropa sehr fragmentiert, man kann sie als Reliktvorkommen bezeichnen. In Osteuropa und Westasien ist das Verbreitungsgebiet dagegen noch weitgehend zusammenhängend.
Die Tiere leben bevorzugt auf Löss-, Lehm- und Mergelböden in Warmtrockengebieten des Flach- und Hügellandes, sowie Steppengebieten. Aufgrund dieses Vorkommens wurde die Art früher auch als Lößsteppen-Striemeneule bezeichnet.

## Lebensweise
Simyra nervosa bildet jährlich in Mitteleuropa zwei Generationen. Die Falter der ersten Generation fliegen im April und Mai, die der zweiten Generation im Juli und August. Im Norden des Verbreitungsgebietes wird nur eine Generation gebildet. Die Falter sind nachtaktiv und kommen an künstliche Lichtquellen.
Die Raupen der ersten Generation findet man überwiegend im August und September, diejenigen der zweiten Generation hauptsächlich im Juni. Sie ernähren sich überwiegend von den Blättern von Wolfsmilchgewächsen (Euphorbiaceae). Sie werden aber auch auf anderen Nahrungspflanzen angetroffen, die zu den Pflanzenfamilien Knöterichgewächsen (Polygonaceae) (z. B. Ampfer), Bleiwurzgewächsen (Plumbaginaceae), Dickblattgewächsen (Crassulaceae), Leingewächse (Linaceae), Korbblütler (Asteraceae), Binsengewächse (Juncaceae) und Süßgräsern (Poaceae) gehören. Die Puppe überwintert.

## Gefährdung
Die Art kommt in Deutschland nur sehr lokal vor, fehlt gebietsweise ganz oder ist verschollen und wird auf der Roten Liste gefährdeter Arten in Kategorie 1 (vom Aussterben bedroht) geführt.

## Anmerkung
1. ↑  Die deutschen Namen sind unüblich. Weder das Lepiforum noch das Werk "Die Schmetterlinge Baden-Württembergs" geben Trivialnamen an.